# Prosthechea tigrina
Prosthechea tigrina là một loài thực vật có hoa trong họ Lan. Loài này được (Linden ex Lindl.) W.E.Higgins miêu tả khoa học đầu tiên năm 1997.